# Athetis costiplaga
Athetis costiplaga är en fjärilsart som beskrevs av Bethune-Baker 1906. Athetis costiplaga ingår i släktet Athetis och familjen nattflyn. Inga underarter finns listade i Catalogue of Life.